# Філаментація

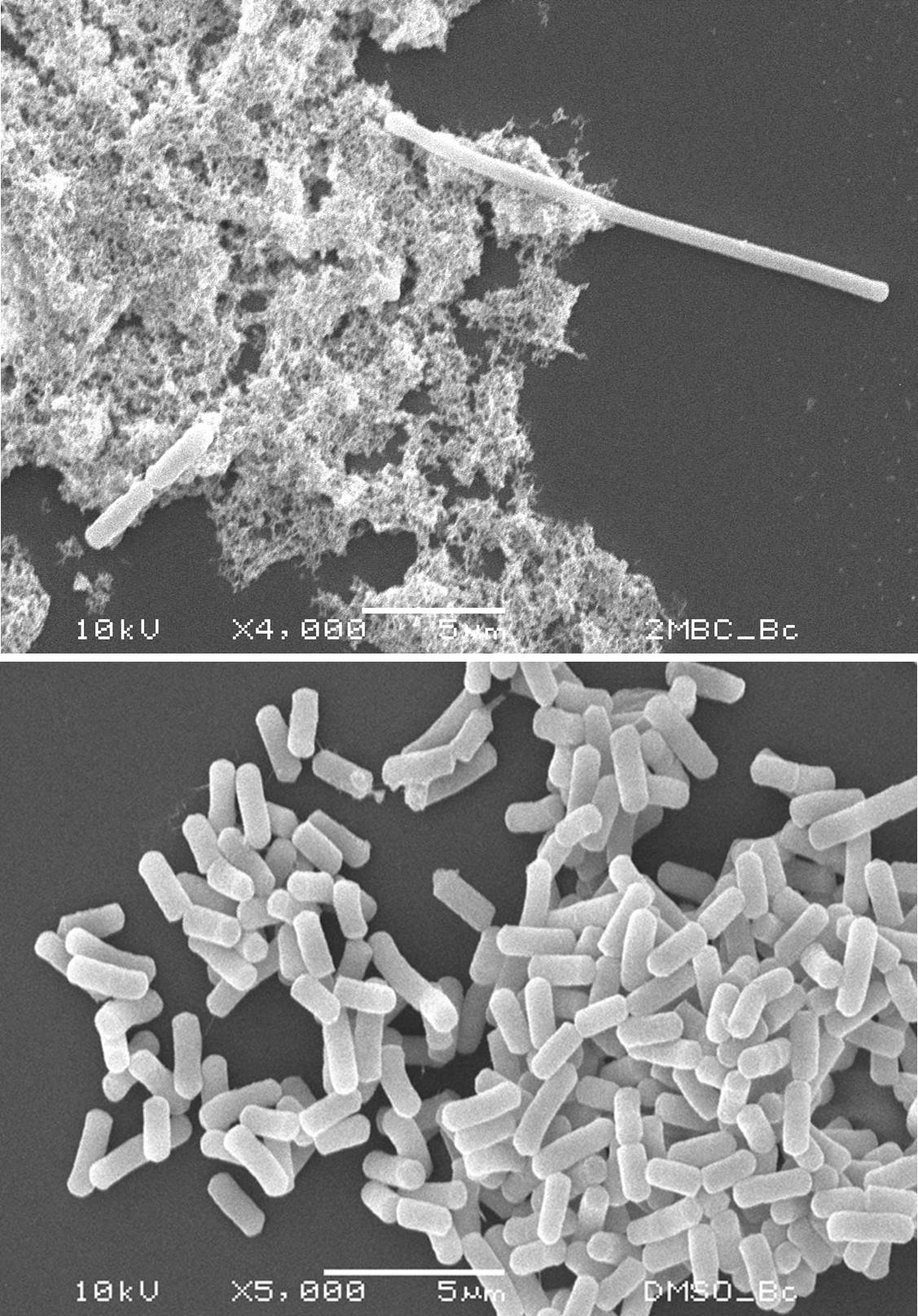
Клітина «Bacillus cereus», яка зазнала філаментації після антибактеріальної обробки (верхня електронна мікрофотографія; праворуч угорі), і клітини звичайного розміру необробленої «B. cereus (нижня електронна мікрофотографія)

Філаментація — це аномальний ріст певних бактерій, таких як Escherichia coli, при якому клітини продовжують подовжуватися, але не діляться (не утворюються перегородки). Клітини, що утворюються в результаті видовження без поділу, мають кілька хромосомних копій. Клітини, які утворюються в результаті подовження без поділу, мають кілька хромосомних копій.
За відсутності антибіотиків або інших факторів стресу філаментація відбувається з низькою частотою в бактеріальних популяціях (4–8% коротких ниток і 0–5% довгих ниток у 1–8-годинних культурах).